# 秋深き
『秋深き』（あきふかき）は、2008年公開の日本映画。原作は織田作之助。公開時のコピーは「女は男の一途さに惚れ、男は女の乳房に恋した--。 可笑しくて、泣けて、心温まる“日本一純情”な恋物語」

## ストーリー
中学校教師の寺田は、大阪・北新地のクラブのホステス、一代に惚れ込み、酒も飲めないのに、毎日店に通いつめていた。親が持ってくる見合い話にうんざりした寺田は、意を決して一代にプロポーズ。一代も寺田の一途な愛を受け入れることに。寺田は家を飛び出し、二人の生活を始めた。しかし、暮らし始めてすぐ、一代の過去の男性遍歴が次々と見え、寺田は過去への嫉妬に苦しむように。そんな時、一代が「乳がんになった」と告白する。

## キャスト
- 八嶋智人 - 寺田悟
- 佐藤江梨子 - 川尻=寺田一代
- 赤井英和 - 小谷治
- 渋谷天外 - 寺田倫太郎
- 山田スミ子  - 寺田の母
- 芝本正  - 校長先生
- 海原はるか  - 園田競馬場で出会ったギャンブラー
- 海原かなた  - 夫婦と同じマンションの強面の住人
- 佐藤浩市 - インケツノ松
- すぎもとみさき
- Tommy - 一代の常連客

## スタッフ
- 監督：池田敏春
- 原作：織田作之助「秋深き」「競馬」
- 脚本：西岡琢也
- 撮影：水谷奨
- 音楽：本多俊之
- 照明：南所登
- 録音：田中喜昭
- 美術：山崎博
- 配給：ビターズ・エンド
- 上映時間：105分
- 主題歌：奥村初音「モノクロの空」